# The Far Side
The Far Side é uma história em quadrinhos de painel único criada por Gary Larson e distribuída pela Chronicle Features e depois pela Universal Press Syndicate, que durou de 31 de dezembro de 1979 a 1º de janeiro de 1995 (quando Larson se aposentou como cartunista). Seu humor surrealista é frequentemente baseado em situações sociais desconfortáveis, eventos improváveis, uma visão antropomórfica do mundo, falácias lógicas, desastres bizarros iminentes, referências (muitas vezes distorcidas) a provérbios ou a busca de sentido na vida. O uso frequente de Larson de animais e natureza nos quadrinhos é popularmente atribuído à sua formação em biologia. The Far Side acabou sendo veiculado por mais de 1.900 jornais diários, traduzido para 17 idiomas e reunido em calendários, cartões comemorativos e 23 livros de compilação, e reprises ainda são veiculadas em muitos jornais.  Após um hiato de 25 anos, em julho de 2020, Larson começou a desenhar novas tiras do Far Side oferecidas no seu site oficial.
Larson foi reconhecido por seu trabalho na tira com o National Cartoonist Society Newspaper Panel Cartoon Award de 1985 e 1988,  e com o Reuben Award de 1990 e 1994.  The Far Side ganhou o Prêmio Webby People's Voice de Humor 2020 na categoria Web. 

## História

### Criação (1979)
The Far Side foi criado por Gary Larson, um cartunista radicado em Seattle, Washington. Larson gostava de desenhar quando criança, mas nunca pensou que se tornaria cartunista; portanto, ele nunca estudou arte na escola fora das aulas obrigatórias.  Larson se inspirou para desenhar quadrinhos quando era mais jovem na tira Alley Oop, e mais tarde se inspirou ainda mais na MAD Magazine e no trabalho de Don Martin.  Ele também gosta de quadrinhos de Gahan Wilson, B. Kliban e George Booth, onde o humor derivava mais da composição dos quadrinhos do que do diálogo, o que Larson considerou "algo quase orgânico acontecendo entre o humor e a arte que o transmitia". 

## Design e temas
The Far Side é contado principalmente através do uso de um único painel vertical e retangular,  ocasionalmente dividido em pequenas seções de quatro, seis ou oito para fins de contar histórias. Uma legenda ou diálogo geralmente aparece sob o painel como texto digitado, embora balões de fala às vezes sejam usados para conversas. Certas tiras, principalmente as publicadas aos domingos, são de tamanho duplo,  coloridas,  e têm legendas manuscritas.  Quando Larson desenhou os painéis, eles tinham 15 cm x 19 cm; ele desenhava a lápis até que a imagem "se aproximasse muito" de sua visão, e então ele a pintava. A legenda foi escrita à mão a lápis abaixo do desenho animado. Quando a Universal recebia um desenho animado, ela colocava a legenda no tipo de letra usual e acrescentava direitos autorais e datas de publicação. 

### O Tagomizador
Em 1982, Larson publicou uma história em quadrinhos na qual um palestrante pré-histórico se referia às pontas da cauda do estegossauro, até então sem nome, como o "tagomizador".  O arranjo de pontas originalmente não tinha um nome distinto, mas o neologismo de Larson foi adotado gradualmente pelos paleontólogos, embora apenas num contexto casual. 